# 向左走向右走 (音乐剧)
向左走向右走，是改编自台湾漫画家几米先生同名绘本作品的经典音乐剧。2008年该剧曾作为第十届台北艺术节的闭幕剧登上台北小巨蛋的舞台，并于2010年9月至10月进行中国巡演，陆续登陆中國六大城市的6个剧场。

## 创作背景
几米先生的夫人彭倩文是一位翻译家（最著名的翻譯作品為《哈利波特》系列），《向左走向右走》的创作灵感便是来源于几米先生与他夫人的偶遇经历。很多年前，几米替朋友到纽约的莎士比亚书店递信给一位当时还素未相识的女子，两人因为莎士比亚书店有上、下城分店之分而错过约会，彼此误会，多年以后两人意外相逢，于是相恋结婚。音乐剧《向左走向右走》的导演黎焕雄在听说了这段经历之后，特别将它编进了音乐剧的故事中。

## 故事简介
R是生活在城市的小提琴手，每天重复同样的事情，暗喻城市中所有朝九晚五匆匆度日的人们。而和R同住在一栋公寓大楼的L是一个小说翻译者，她和R一样对城市生活失去了兴趣，只能投身小说的世界寻找一点安慰，她虽然与R是邻居，可两人却从未见面，更别说相识了。
在这座城市里还生活着一位名叫K的剧作家，他正撰写着R和L的爱情故事，而自己却苦于找不到自己幻想中的舞台剧女主角，他的笔左右了R和L的命运，同时也改变了他自己。于是他时常在街头寻觅梦中的身影，手握诗句上的点滴线索搜集一切与她有关的事。
故事和生活一样充满着悲喜，R和L曾相逢却又离散，幸好生活还存在着相遇的可能，而K终因操弄他人命运而受到惩罚，他一直爱着的S始终不知道他的存在……

## 音乐剧效果
音乐剧《向左走向右走》，通过多媒体视觉效果转化舞台上的各种场景和气氛，例如灰暗的城市、雨伞的海洋、雨中的城市、男女主角骑着脚踏车穿行……，并且还加入了其他几米绘本中的卡通人物如会微笑的鱼和毛毛兔都会穿插在整个音乐剧故事之中。
故事情节沿着四条主线索展开，从不同人的心里状态和不同时空的对话来展现关于生命、时间、空间、巧合的问题。

## 主创人员
音乐剧《向左走向右走》邀请了原著作者几米先生作为创意顾问，并由黎焕雄改编剧本并导演。音乐剧作曲为陈建骐和苏打绿，填词则是台湾诗人夏宇(李格弟)。2010年版的音乐剧《向左走向右走》由歌手品冠和许茹芸担当男女主角，并有魏如萱和梁小卫分别饰演左边乐团和辛波丝卡。